# Alosa
Alosa è un genere di pesci d'acqua salata e dolce della famiglia dei Clupeidae.
Il nome volgare "alosa" può essere riferito all'intero genere o più precisamente ad alcune specie soltanto, in particolare Alosa alosa (e talvolta anche Alosa fallax).

## Descrizione
I pesci di questo genere arrivano generalmente fino a 40-50 cm di lunghezza.

## Tassonomia
Uno speciale centro di differenziazione delle specie di Alosa si trova intorno all'area del Mar Nero e del Mar Caspio, area alla quale vengono attribuite una dozzina di specie per lo più endemiche.

### Specie
Il genere comprende 24 specie, quasi tutte marine (per lo più costiere). Esistono però anche specie d'acqua dolce, p. es. Alosa agone, e molte specie marine (p. es. Alosa alosa) possono risalire i fiumi per lunghi tratti.
- Alosa aestivalis (Mitchill, 1814)
- Alosa agone (Scopoli, 1786)
- Alosa alabamae Jordan e Evermann, 1896
- Alosa algeriensis Regan, 1916
- Alosa alosa (Linnaeus, 1758)
- Alosa braschnikowi (Borodin, 1904)
- Alosa caspia (Eichwald, 1838)
- Alosa chrysochloris (Rafinesque, 1820)
- Alosa curensis (Suvorov, 1907)
- Alosa fallax (Lacepède, 1803)
- Alosa immaculata Bennett, 1835
- Alosa kessleri (Grimm, 1887)
- Alosa killarnensis Regan, 1916
- Alosa macedonica (Vinciguerra, 1921)
- Alosa maeotica (Grimm, 1901)
- Alosa mediocris (Mitchill, 1814)
- Alosa pseudoharengus (Wilson, 1811)
- Alosa sapidissima (Wilson, 1811)
- Alosa saposchnikowii (Grimm, 1887)
- Alosa sphaerocephala (Berg, 1913)
- Alosa suworowi (Berg, 1913)
- Alosa tanaica (Grimm, 1901)
- Alosa vistonica Economidis e Sinis, 1986
- Alosa volgensis (Berg, 1913)

## Pesca
Tra le specie non presenti in Italia, è particolarmente apprezzata per le sue carni la specie nordamericana Alosa sapidissima.